# Betametadol
Betametadol – organiczny związek chemiczny, syntetyczny opioid. Znajduje się w grupie I-N Ustawy o przeciwdziałaniu narkomanii. Jest objęty Jednolitą konwencją o środkach odurzających z 1961 roku (wykaz I).